# عبد الفتاح مصطفى
عبد الفتاح مصطفى الغمراوي شاعر غنائي معروف، ولد في حي الجمالية في القاهرة في 23 يناير عام 1924م، تخرج من كلية الحقوق جامعة القاهرة، ونال دبلومة في الشريعة الإسلامية؟
في الأربعينيات بدأ مشواره في كتابة الأغاني وغنى له موسيقار مصر محمد عبد الوهاب، ثم غنى له الكثير من المطربين، وفي الخمسينيات صار من كتاب المسلسلات والبرامج الإذاعية.
في أواخر الخمسينيات غنت له أم كلثوم بعض الأغاني الوطنية والدينية، ثم غنت له أغاني عاطفية ودينية، ومن أشهر أعماله لعبد الحليم حافظ يارب سبحانك الأدعية التي كانت تذاع في شهر رمضان على التليفزيون المصرى.

## أشهر أعمالهلأم كلثوم
- لسه فاكر، رياض السنباطي 1960
- التوبة، رياض السنباطي 1962
- لا يا حبيبي (ليلي ونهاري)، رياض السنباطي 1962
- أقولك إيه عن الشوق، رياض السنباطي 1963
- يا سلام على الأمة، محمد الموجي 1965
- طوف بجنة ربنا، رياض السنباطي 1967
- إنا فدائيون (سقط النقاب)، بليغ حمدي 1967

و الكثير من الاغانى وفي السبعينيات إتخذ الشاعر إتجاهاً صوفياً في قصائده فنظم الأدعية لعبد الحليم، كما كتب العديد من الابتهالات لكبار المنشدين أمثال الشيخ سيد النقشبندي.
كما حصل الشاعر عبد الفتاح مصطفى على جائزة أحسن سيناريو وحوار وأغاني عن مسلسل محمد رسول الله إخراج أحمد توفيق كما قدم سيناريو وحوار وأغاني فيلم الشيماء والذي غنته سعاد محمد، كما قدم العديد من الأعمال الاذاعيه منها ما زال يعرض بنجاح (عوف الأصيل -مرزوق -الشاطر حسن - شمس الأصيل- عذراءالربيع- البيرق النبوي)
حصل الشاعر عبد الفتاح مصطفى على جائزة نجيب محفوظ للأدب في 15-11-2008
توفي عبد الفتاح مصطفى 13 يوليو عام 1984م

## حول شخصية عبد الفتاح مصطفى
عندما حدثت ثورة يوليو 1952 في مصر قامت معها ثورة في الفنون خاصة مع دخول الاعلام في تطورات كانت كبيرة بدخول الإذاعة والتليفزيون المصري للمجتمع العربى وكان الأدباء والشعراء مع برامج الاعلام من الأساسيات التي اعتمد رجال الثورة عليهم في تحقيق أهدافها وأغراضها سواء الظاهرة أم الخفية.
لقد أفرزت الثورة مجموعة من الأعمال تميزت بالحماسة الشديدة والقوة في التعبير والعمق في المشاعر لقد كان الغرض هو دفع الجماهير إلى اتجاه واحد وإلى مصر جديدة وهو نجاح الضعفاء أمام قوة استعمارية تملك كل شيء، أمام شعوب لاتملك شيئاً سوى الثورة.
وعبد الفتاح مصطفى من الذين أبدعوا من خلال الثورة، وهذا الابداع لم يكن حماسى أجوف بل حماسى يملك قدرة ابداعية وفنية تجعله من الابداع الخالد الذكر، لقد استطاع أن يحقق المعادلة الصعبة عندما عبر بأسلوب بسيط وكلمات عامية من البيئة الشعبية المتداولة عن معانى وصور وتعابير ترتقى في سماء الابداع لتنافس شعر الفصحى الكلاسيكى الرائع والشعر العامى في السعودية وباقى الدول الإسلامية.
لقد أثبت عبد الفتاح مصطفى أن الطبقة الشعبية تملك مواهب وقدرات تنافس الطبقات الارستقراطية في ثقافتها، قالها بالفن والشعر، فليس شعر الفصحى الذي تملكه الطبقة الارستقراطية هو الفن الراقى فقط، بل كل طبقة لها فنها وابداعها لكن الطبقة الارستقراطية تملك ما يجعل صوتها مسموع أما الفقراء يظل صوتهم مكتوم حتى تأتى ثورة فتحرره.أو طوفان
وهذا نموذج لشعر عبد الفتاح مصطفى نرى جماليات التعبير من خلال شعر مغنى أبرزته الإذاعة المصري خلال فترة الستينيات:
«ومن أعماله الرائعة نشيد إلى رحاب اليثرب في نهاية فيلم فجر الإسلام:
إلى رحاب اليثرب..إلى ضياء الموكب..إلى الزكى الطيب.....إلى النبى إلى النبى..
سعيا إلى نور النبى الهادى والرحمة الكبرى على العباد
ومن يعادى الله فليعادى صبرا جميلا يا أخا الجهاد
نفر بالروح من الضلال وغير وجه الحق لا نبالى
فهونوا لله كل غالى من جيرة وصحبة وأهالى
ربنا أنت الأحد..بأسمك الجمع أتحد..وعدك الحق وهذا يومنا والجد جد
سنرى الفجر القريب من دجى الليل العصيب وبأيدينا سنرمى ويد الله تصيب
هذه الأمة قوة من صفاء وأخوة وان تحداها عدوا راح في أظلم هوة
كلنا يبغى شهادة في يقين وارادة نحن نمضى للسعادة انتصارا أو شهادة»

## وصلة خارجية
عبد الفتاح مصطفى على قاعدة بيانات الأفلام العربية.